# KsOd IIa
A KsOd IIa a Kassa–Oderbergi Vasút (KsOsÖ) szerkocsis gőzmozdony-sorozata volt, személyvonali szolgálatra.
Ezek voltak a KsOd első mozdonyai melyek a Sigl bécsújhelyi gyárában épültek 1869-ben és a IIa osztálybesorolást, valamint az 1 és 2 pályaszámokat kapták. A mozdonyok külső keretesek voltak, kívül elhelyezett gépezettel és Stephenson vezérléssel.
A KsOd 1924-es államosításakor már csupán egy mozdony volt a sorozatból, az a Csehszlovák Államvasutaknál (ČSD) 221.001 pályaszámot kapott és már 1925-ben selejtezték.

## Fordítás
- Ez a szócikk részben vagy egészben  a   KsOd IIa című német Wikipédia-szócikk fordításán alapul.  Az eredeti cikk szerkesztőit annak laptörténete sorolja fel. Ez a jelzés csupán a megfogalmazás eredetét és a szerzői jogokat jelzi, nem szolgál a cikkben szereplő információk forrásmegjelöléseként.